# 유럽 연합 회원국
유럽 연합 회원국은 1957년 유럽 경제 공동체(EEC)를 시초로 하여 유럽 연합(EU)에 가입한 국가들을 가리킨다. 현재 유럽 연합에는 27개 국가가 가입되어 있다. 1957년 벨기에, 네덜란드, 룩셈부르크, 서독, 이탈리아, 프랑스 6개국에 의해 결성되었으며 7차례에 걸친 확장을 통해 현재에 이르고 있다.
유럽 연합의 확장 과정은 때때로 유럽 통합화와 관련이 있다. 그러나 이 용어는 유럽 기구 내부 권력의 점차적인 중앙집중화를 각국의 중앙 정부가 허용함으로써 유럽 연합 회원국 간의 협력 강화와 관련하여 사용된다.
유럽 연합 회원국으로 가입하는 것이 승인되기 이전에 각 국가는 일반적으로 코펜하겐 기준이라고 알려진 경제적, 정치적 기준을 만족시켜야 한다. 이것은 기본적으로 요구된다. 가입 후보국은 비종교적이고 자유와 제도가 조화되는 민주적인 정부 구조를 가져야 되고 헌법의 규정을 존중해야 한다. 마스트리흐트 조약에 따라 유럽 연합의 확장은 각 회원국의 동의 뿐만 아니라 유럽 의회의 승인을 받아야 한다는 조건부로 결정된다.

## 목록

### 현재 회원국
가나다 순 회원국 목록으로, 총 27개국이다.
| 국가       | 정식 명칭         | 가입일           | 인구       | 면적 (km2) | 수도         | 통화   | 공용어                         | 유럽 의회 의원 수 | 특수 지역 |
| ---------- | ----------------- | ---------------- | ---------- | ---------- | ------------ | ------ | ------------------------------ | ----------------- | --- |
| 그리스     | 그리스 공화국     | 1981년 1월 1일   | 11,125,179 | 131,990    | 아테네       | 유로   | 그리스어                       | 24                | - |
| 네덜란드   | 네덜란드 왕국     | 1957년 3월 25일  | 16,372,715 | 41,526     | 암스테르담   | 유로   | 네덜란드어                     | 25                | 6개 지역 제외 제외되는 지역: - 아루바 - 퀴라소 - 신트마르턴 - 보네르섬 - 신트외스타티위스섬 - 사바섬 |
| 덴마크     | 덴마크 왕국       | 1973년 1월 1일²  | 5,457,415  | 43,094     | 코펜하겐     | 크로네 | 덴마크어                       | 14                | 2개 지역 제외 제외되는 지역: - 페로 제도 - 그린란드 |
| 독일       | 독일 연방 공화국  | 1957년 3월 25일¹ | 82,314,906 | 357,050    | 베를린       | 유로   | 독일어                         | 99                | - |
| 라트비아   | 라트비아 공화국   | 2004년 5월 1일   | 2,281,305  | 64,589     | 리가         | 유로   | 라트비아어                     | 8                 | - |
| 루마니아   | 루마니아          | 2007년 1월 1일   | 22,276,056 | 238,391    | 부쿠레슈티   | 레우   | 루마니아어                     | 33                | - |
| 룩셈부르크 | 룩셈부르크 대공국 | 1957년 3월 25일  | 476,200    | 2,586      | 룩셈부르크   | 유로   | 프랑스어, 독일어, 룩셈부르크어 | 6                 | - |
| 리투아니아 | 리투아니아 공화국 | 2004년 5월 1일   | 3,373,991  | 65,303     | 빌뉴스       | 유로   | 리투아니아어                   | 12                | - |
| 몰타       | 몰타 공화국       | 2004년 5월 1일   | 404,962    | 316        | 발레타       | 유로   | 몰타어, 영어                   | 6                 | - |
| 벨기에     | 벨기에 왕국       | 1957년 3월 25일  | 10,392,226 | 30,528     | 브뤼셀       | 유로   | 네덜란드어, 프랑스어, 독일어   | 22                | - |
| 불가리아   | 불가리아 공화국   | 2007년 1월 1일   | 7,322,858  | 110,910    | 소피아       | 레프   | 불가리아어                     | 17                | - |
| 스웨덴     | 스웨덴 왕국       | 1995년 1월 1일   | 9,142,817  | 449,964    | 스톡홀름     | 크로나 | 스웨덴어                       | 18                | - |
| 스페인     | 스페인 왕국       | 1986년 1월 1일   | 45,116,894 | 506,030    | 마드리드     | 유로   | 스페인어                       | 50                | 4개 지역 포함 포함되는 지역: - 카나리아 제도 - 세우타 - 멜리야 - 플라사스 데 소베라니아 |
| 슬로바키아 | 슬로바키아 공화국 | 2004년 5월 1일   | 5,396,168  | 49,037     | 브라티슬라바 | 유로   | 슬로바키아어                   | 13                | - |
| 슬로베니아 | 슬로베니아 공화국 | 2004년 5월 1일   | 2,013,597  | 20,273     | 류블랴나     | 유로   | 슬로베니아어                   | 7                 | - |
| 아일랜드   | 아일랜드          | 1973년 1월 1일   | 4,239,848  | 70,273     | 더블린       | 유로   | 아일랜드어, 영어               | 12                | - |
| 에스토니아 | 에스토니아 공화국 | 2004년 5월 1일   | 1,342,409  | 45,226     | 탈린         | 유로   | 에스토니아어                   | 6                 | - |
| 오스트리아 | 오스트리아 공화국 | 1995년 1월 1일   | 8,199,783  | 83,871     | 빈           | 유로   | 독일어                         | 17                | - |
| 이탈리아   | 이탈리아 공화국   | 1957년 3월 25일  | 59,131,287 | 301,318    | 로마         | 유로   | 이탈리아어                     | 72                | - |
| 체코       | 체코 공화국       | 2004년 5월 1일   | 10,306,709 | 78,866     | 프라하       | 코루나 | 체코어                         | 22                | - |
| 크로아티아 | 크로아티아 공화국 | 2013년 7월 1일   | 4,398,150  | 56,594     | 자그레브     | 유로   | 크로아티아어                   | 12                | - |
| 키프로스   | 키프로스 공화국   | 2004년 5월 1일   | 766,400    | 9,251      | 니코시아     | 유로   | 그리스어, 튀르키예어           | 6                 | 2개 지역 제외 제외되는 지역: - 북키프로스 - 유엔 키프로스 완충 지대 |
| 포르투갈   | 포르투갈 공화국   | 1986년 1월 1일   | 10,599,095 | 92,391     | 리스본       | 유로   | 포르투갈어                     | 22                | 2개 지역 포함 포함되는 지역: - 아소르스 제도 - 마데이라 제도 |
| 폴란드     | 폴란드 공화국     | 2004년 5월 1일   | 38,116,486 | 312,683    | 바르샤바     | 즈워티 | 폴란드어                       | 50                | - |
| 프랑스     | 프랑스 공화국     | 1957년 3월 25일  | 63,392,140 | 674,843    | 파리         | 유로   | 프랑스어                       | 72                | 6개 지역 포함, 6개 지역 제외 포함되는 지역: - 프랑스령 기아나 - 과들루프 - 마르티니크 - 마요트 - 레위니옹 - 생마르탱 제외되는 지역: - 누벨칼레도니 - 클리퍼턴섬 - 프랑스령 폴리네시아 - 생바르텔레미 - 생피에르 미클롱 - 프랑스령 남방 및 남극 지역 - 왈리스 푸투나 |
| 핀란드     | 핀란드 공화국     | 1995년 1월 1일   | 5,289,128  | 338,145    | 헬싱키       | 유로   | 핀란드어, 스웨덴어             | 13                | 1개 지역 포함 포함되는 지역: - 올란드 제도 |
| 헝가리     | 헝가리            | 2004년 5월 1일   | 10,066,158 | 93,030     | 부다페스트   | 포린트 | 헝가리어                       | 22                | - |

1 1990년 10월 3일까지 이전 구성원이던 동독은 서독과 통일하면서 자동적으로 EU의 회원이 되었다.

2 그린란드는 1985년에 공동체를 떠났다.

### 이전 회원국
| 국가 | 정식 명칭                          | 가입일         | 탈퇴일          | 인구       | 면적 (km2) | 수도 | 통화          | 공용어 | 특수 지역 |
| ---- | ---------------------------------- | -------------- | --------------- | ---------- | ---------- | ---- | ------------- | ------ | --- |
| 영국 | 그레이트브리튼 북아일랜드 연합왕국 | 1973년 1월 1일 | 2020년 1월 31일 | 60,587,300 | 244,820    | 런던 | 파운드 스털링 | 영어   | 1개 지역 포함, 16개 지역 제외 포함되는 지역: - 지브롤터 제외되는 지역: - 아크로티리 데켈리아 - 앵귈라 - 영국령 남극 지역 - 버뮤다 - 케이맨 제도 - 포클랜드 제도 - 영국령 인도양 지역 - 몬트세랫 - 핏케언 제도 - 세인트헬레나 - 어센션섬 - 트리스탄다쿠냐 - 사우스조지아 사우스샌드위치 제도 - 터크스 케이커스 제도 - 영국령 버진아일랜드 |

## 확대

유럽 연합의 확대 과정

유럽 연합은 1957년 벨기에, 네덜란드, 룩셈부르크, 서독, 이탈리아, 프랑스 6개국에 의해 결성되었으며 나중에 여러 회원국들이 합류하면서 확장되었다. 유럽 연합의 결성 당시에 프랑스의 대통령을 역임하고 있던 샤를 드 골은 영국을 "미국의 트로이의 목마"로 규정하면서 영국의 유럽 연합 가입을 거부했다. 프랑스의 샤를 드 골 대통령이 사임하면서 영국은 유럽 연합 가입을 신청하게 된다.
1969년에는 영국, 아일랜드, 덴마크, 노르웨이가 유럽 연합 가입을 신청했다. 그러나 노르웨이는 1972년에 실시된 국민투표를 통해 유럽 연합 가입안을 부결시켰다. 유럽 연합 가입안을 비준한 영국, 아일랜드, 덴마크 3개국은 1973년에 유럽 연합에 가입했다. 1985년에는 덴마크의 자치령인 그린란드가 유럽 연합을 탈퇴했다.
1981년에는 그리스가 유럽 연합에 가입했고 1986년에는 포르투갈, 스페인이 유럽 연합에 가입했다. 그리스, 포르투갈, 스페인 3개국은 모두 독재 정권이 종식된 이후에 민주주의 체제를 회복했다는 공통점을 갖고 있다. 1987년에는 모로코가 유럽 연합 가입을 신청했지만 유럽 국가가 아니라는 이유로 가입이 거절되었다.
1990년 냉전의 종식과 함께 동독과 서독이 재통일되면서 동독은 자연스럽게 유럽 연합에 편입되었다. 1995년에는 중립 정책을 표명하고 있던 오스트리아, 핀란드, 스웨덴이 유럽 연합에 가입했다. 1992년에는 스위스가 유럽 연합 가입을 신청했지만 국민투표에서 부결되었다. 1994년에는 노르웨이가 다시 한 번 유럽 연합 가입을 신청했지만 국민투표를 통해 부결시켰다.
2004년에는 에스토니아, 라트비아, 리투아니아, 폴란드, 체코, 헝가리, 슬로바키아, 슬로베니아, 몰타, 키프로스 10개국이 유럽 연합에 가입했다. 2007년에는 불가리아, 루마니아가 유럽 연합에 가입했고 2013년에는 크로아티아가 유럽 연합에 가입했다.
현재는 터키, 북마케도니아, 세르비아, 몬테네그로, 알바니아 5개국이 유럽 연합 가입 후보국에 등재되어 있다. 아이슬란드는 2009년에 유럽 연합 가입을 신청했지만 2013년부터 가입 협상이 동결된 상태이다.
터키는 1987년 4월 14일에 유럽 연합 가입을 신청했으며 1999년 12월 12일에는 유럽 연합 가입 후보국 자격을 부여받았다. 2005년 10월 3일부터 터키의 유럽 연합 가입 협상이 진행되고 있지만 아르메니아 집단살해 문제, 쿠르드인 문제, 키프로스 분쟁 등으로 인해 지연되고 있다. 또한 유럽 연합과 터키 간의 외교 관계가 악화되면서 터키의 유럽 연합에 가입에 반대하는 여론이 증가하고 있다.
북마케도니아는 2004년 3월 22일에 유럽 연합 가입을 신청했으며 2005년 12월 17일에는 유럽 연합 가입 후보국 자격을 부여받았다. 북마케도니아는 독립 이후부터 지속된 그리스와의 마케도니아 국호 분쟁을 해결하기 위해 2018년 6월 17일에 그리스와 체결한 프레스파 협정을 통해 국호를 마케도니아 공화국에서 북마케도니아 공화국으로 변경했으며 이를 계기로 가입 협상을 준비하고 있다. 알바니아는 2009년 4월 28일에 유럽 연합 가입을 신청했고 2014년 6월 23일에는 유럽 연합 가입 후보국 자격을 부여받았다.
몬테네그로는 2008년 12월 15일에 유럽 연합 가입을 신청했으며 2010년 12월 17일에는 유럽 연합 가입 후보국 자격을 부여받았다. 2012년 6월 29일부터 몬테네그로의 유럽 연합 가입 협상이 진행되고 있다. 세르비아는 2009년 12월 22일에 유럽 연합 가입을 신청했고 2012년 3월 1일에는 유럽 연합 가입 후보국 자격을 부여받았다. 2014년 1월 21일부터 세르비아의 유럽 연합 가입 협상이 진행되고 있다.
유럽 연합 회원국 가입 자격은 코펜하겐 기준에 따라 안정, 자유시장, 법치주의, 인권 존중, 민주주의 체제를 따르는 유럽 국가에 개방되어 있다고 명시되어 있다. 또한 유럽 연합 가입을 희망하는 국가는 유럽 연합의 법률 체계 수용, 유로 도입 등과 같은 유럽 연합 회원국의 의무를 받아들여야 한다.

## 탈퇴
리스본 조약은 유럽 연합 회원국의 탈퇴 절차를 처음으로 규정했다. 유럽 연합 회원국의 탈퇴 절차는 제50조에 요약되어 있는데 이 조항은 "어떤 회원국도 자신의 헌법적 요건에 따라 유럽 연합 탈퇴를 결정할 수 있다."고 명시하고 있다. 비록 이 조약은 탈퇴 의사를 통보한 지 2년이 지나도록 협상이 타결되지 않으면 (이것은 일방적 탈퇴권을 보장한다.) 조약의 적용을 중단하게 된다. 탈퇴 정책을 채택하고 실제로 제50조를 발동하는 사이에 회원국이 얼마나 많은 시간을 소요할 수 있는지에 대한 공식적 제한은 없다.
2016년 6월 23일에 실시된 2016년 영국 유럽 연합 회원국 국민투표에서 영국의 유럽 연합 탈퇴에 찬성하는 안건이 51.89%를 기록했다. 이에 따라 영국 정부는 2017년 3월 29일부터 리스본 조약 제50조에 따른 브렉시트(영국의 유럽 연합 탈퇴) 협상을 시작했다. 2020년 1월에는 영국 의회와 유럽 의회가 영국의 유럽 연합 탈퇴에 관한 협정을 비준했고 영국은 2020년 1월 31일을 기해 유럽 연합을 탈퇴하게 되었다. 영국은 2020년 12월 31일에 유럽 연합과의 자유 무역 협정에 관한 협상을 진행했었다.

## 대표
유럽 연합 회원국은 유럽 연합의 기구에서 대표를 파견한다. 또한 유럽 연합의 정식 회원국이 되면 유럽 연합 이사회, 유럽 이사회에서 각국 정부를 대표하는 의석이 주어진다. 만장 일치로 결정이 이뤄지지 않는 경우에서는 인구가 적은 회원국보다 인구가 많은 회원국에게 득표 수가 더 많이 주어지는 다수결 방식이 적용된다. 다만 각국의 표 분배는 인구에 비례하지 않기 때문에 인구가 적은 회원국이 상대적으로 인구가 많은 나라보다 많은 표가 주어지고 있다.
이와 같이 유럽 의회에는 유럽 연합 회원국의 인구를 기준으로 할당된 배정된 의석이 있다. 유럽 의회 의원은 1979년부터 유럽 연합 회원국에 거주하는 국민들의 보통선거를 통해 선출되고 있으며 1979년 이전까지는 유럽 연합 회원국의 의회에서 선출했다. 유럽 연합 회원국의 정부는 위원장의 뜻을 따르는 유럽 위원회, 유럽 사법재판소 판사, 유럽 회계 감사원 위원을 각각 1명씩 파견하고 있다.
과거에는 규모가 큰 회원국에서는 유럽 위원회에 여러 명의 위원을 파견했다. 그런데 유럽 위원회의 조직이 비대화되면서 이러한 특권은 폐지되었고 모든 유럽 연합 회원국은 평등한 방식에 따라 유럽 위원회에 위원 1명을 파견하게 되었다. 유럽 중앙은행 정책 이사회는 유럽 연합 회원국의 중앙은행 총재로 구성되어 있다.

## 주권
유럽 연합의 기본 조약에서는 유럽 연합의 모든 회원국은 분리될 수 없는 주권을 갖는다고 명시되어 있다. 그러나 유럽 연합은 유럽의 공동체 분야에서 초국가적인 제도를 따르고 있다. 이에 따라 유럽 연합 회원국은 유럽 연합의 기구에 대표를 파견하고 있으며 그러한 주권을 일체적으로 유럽 연합의 기구에 맡기고 있다.
이들 기구는 유럽 범위의 입법, 법률의 집행에 대한 권한이 부여된다. 유럽 연합 회원국이 유럽 연합의 법률을 준수하지 않을 경우 유럽 연합은 해당 회원국에 대해 벌금을 부과하거나 유럽 연합의 자금을 회수하라는 명령을 받게 된다. 또한 유럽 연합이 해당 회원국의 표결권, 회원국으로서의 자격을 정지하는 규정이 존재한다. 유럽의 공동체 이외의 분야(외교 정책, 경찰·사법 분야)에서는 각국 정부 간의 협의에 따른다.
그런데 원래 주권이라는 것은 각 국가에서 유래된 것이기 때문에 유럽 연합 회원국은 원하면 유럽 연합을 탈퇴하겠다는 입장을 표명하는 경우가 있다. 실제로 유럽 연합의 법령이 회원국에 어긋난다고 판단하는 경우에는 해당 회원국은 법률의 적용을 회피하기 위한 차원에서 유럽 연합에서 탈퇴할 수 있다. 그렇지만 유럽 연합의 회원국은 현실정치와의 관계, 이권이나 정치적인 압력으로 인해 특정 분야에서 이익이 되지 않는 법률을 받아들일 수밖에 없다.

## 정부 형태

유럽 연합의 회원국의 정치 체제에 따라 분류한 지도
대통령중심제
이원집정부제
의원내각제
의원내각제 입헌군주제

유럽 연합의 모든 회원국들은 서로 다른 정부 형태를 갖고 있다. 유럽 연합에 가입한 27개 회원국은 다음과 같이 분류할 수 있다. (2020년 1월 31일 기준)
- 국가원수: 유럽 연합에 가입한 27개 회원국 가운데 21개국은 공화제 국가, 6개국은 군주제 국가이다.
  - 공화제 국가(21개국): 독일, 프랑스, 이탈리아, 아일랜드, 그리스, 포르투갈, 오스트리아, 핀란드, 에스토니아, 라트비아, 리투아니아, 폴란드, 체코, 헝가리, 슬로바키아, 슬로베니아, 크로아티아, 루마니아, 불가리아, 몰타, 키프로스
  - 군주제 국가(6개국): 덴마크, 스웨덴, 스페인, 네덜란드, 벨기에, 룩셈부르크
- 정부 형식: 유럽 연합에 가입한 27개 회원국 가운데 15개국은 의원내각제에 의한 공화제 국가, 6개국은 의원내각제에 의한 군주제 국가, 5개국은 이원집정부제에 의한 공화제 국가, 1개국은 대통령중심제에 의한 공화제 국가이다.
  - 의원내각제에 의한 공화제 국가(15개국): 독일, 이탈리아, 아일랜드, 그리스, 오스트리아, 핀란드, 에스토니아, 라트비아, 체코, 헝가리, 슬로바키아, 슬로베니아, 크로아티아, 불가리아, 몰타
  - 의원내각제에 의한 군주제 국가(6개국): 덴마크, 스웨덴, 스페인, 네덜란드, 벨기에, 룩셈부르크
  - 이원집정부제에 의한 공화제 국가(5개국): 프랑스, 포르투갈, 리투아니아, 폴란드, 루마니아
  - 대통령중심제에 의한 공화제 국가(1개국): 키프로스
- 입법부 형식: 유럽 연합에 가입한 27개 회원국 가운데 15개국은 일원제 입법부, 12개국은 양원제 입법부를 갖고 있다.
  - 일원제 입법부를 갖고 있는 국가(15개국): 덴마크, 스웨덴, 핀란드, 그리스, 포르투갈, 룩셈부르크, 에스토니아, 라트비아, 리투아니아, 슬로바키아, 헝가리, 크로아티아, 불가리아, 몰타, 키프로스
  - 양원제 입법부를 갖고 있는 국가(12개국): 독일, 프랑스, 네덜란드, 벨기에, 스페인, 이탈리아, 오스트리아, 아일랜드, 폴란드, 체코, 슬로베니아, 루마니아

## 같이 보기
- 유럽 연합 회원국의 특수 지역
- 유럽 연합의 확대
- 유럽 연합과 인접한 국가